# Валонска кнежевина
Валонска кнежевина или Валонска деспотовина обухватала је области Валоне, Канине, Химаре и Берата које су чиниле једну политичку целину, посебно откако их је Стефан Душан дао на управу свом шураку деспоту Јовану Комнину Асену. У време растакања државе пришао је другом припаднику царске породице и претенденту на престо, Симеону. Пре смрти 1366. г. постао је близак и Млечанима који су у његовим крајевима одавно имали своје интересе. Непосредни наследник валонског деспота био је његов брат, или син, севаст Александар. Његовим нестанком та породица могла је да рачуна само на Јованову ћерку Комнину. Она се удала за Балшу II. Смрт Балше II на Саурском пољу 1385. г. је донела нови талас територијалног растакања. Мркша Жарковић је постао господар Валоне и Канине. Он је умро 1414. Његова жена Руђина је 1417. г. побегла на Крф пред Турцима.

## Историја
Стратешки важан град српски Валона, током 13. века је дуго одолевао нападима Византиније. Коначно покорен од Византије 1290. године, био је један од главних царских поседа на Балкану. Византијска власт је трајала до 1340-их, када је српски владар Стефан Душан, искористивши византијски грађански рат, вратио део Албаније. Валона је пала крајем 1345. или почетком 1346. године, а Душан је свог девера Јована Асена, брата бугарског цара Јована Александра, поставио за Валону као престоницу, а за главне тврђаве Канину и Берат. Међутим, према неким научницима, Душан је заузео Валону и Канину већ 1337. године. Обим Јованове власти над овом територијом је нејасан; Не зна се да ли је био ограничен на власт над овим утврђеним градовима, или је његова власт била шира, при чему су му се као представнику Душана јављале разне локалне велможе централне Албаније.
Јовану је Душан доделио чин деспота, а своју контролу над новом територијом учврстио је тако што се представљао као наследник епирских деспота. У том циљу, оженио се Аном Палеологином, удовицом деспота Јована II Орсинија, усвојио манире византијског двора, узео презиме „Комнин“ које су традиционално носили епирски владари и потписао своја документа на грчком. После Душанове смрти 1355. године, Јован се учврстио као самосталан властелин. Одржавао је блиске односе са Венецијом и са Симеоном Урошем, владаром Епира на југу. Под његовом влашћу Валона је напредовала кроз трговину са Венецијом и Дубровачком републиком.
Јован је 1363. године умро од куге, а наследио га је Александар, вероватно његов син, који је владао до око. 1368. Наставио је политику свог оца, одржавајући блиске везе са Рагузом, чије је држављанство стекао. Јованова неименована ћерка је 1372. године удата за Балшу II из српске племићке породице Балшића, који је у мираз добио Валону, Канину, Берат и Химару. Многи грађани Валоне побегли су на острво Сасено и затражили заштиту Венеције. Балша је наставио да шири своју територију на западном Балкану, наследивши Зету 1378. године и убрзо након тога освојио Дирахијум од Карла Топије, након чега је преузео титулу „војвода од Албаније“, вероватно по истоименој некадашњој млетачкој провинцији. Међутим, Топија је позвао Османлије у помоћ, а Балша је страдао у бици на Саври код Берата 1385. Његова удовица Комнина је повратила контролу над својом баштином и потом њоме владала заједно са ћерком Руђином. Берат је, међутим, већ пао под Музаку, а њихово господство је сада било ограничено на област око Валоне, са Канином, Химаром и тврђавом Пиргос .
Кнежевина је сада била суочена са све већом османском претњом; 1386. године, Балшина удовица је понудила да Валону уступи Венецији у замену за помоћ, али је Република одбила, пошто је сама Валона без њеног залеђа била неодбрањива. Након одлучујуће османске победе у Косовској бици 1389. године, ситуација је постала још несигурнија. Сличну понуду 1393. Венеција је такође одбила у жељи да се не супротстави Османлијама, али је две године касније уследио други, свеобухватнији предлог. Преко епископа Албаније, удовица је понудила предају целе кнежевине у замену за доживотну пензију за њу и њену породицу од око 7.000 дуката извучених из прихода кнежевине. Преговори су замрли након смрти удовице 1396. године. Њу је наследила Руђина, која се 1391. године удала за Мркшу Жарковића. Према италијанским изворима, кнежевина се у време Мркше звала Краљевина Србија. Угрожени османском експанзијом, и Балшина удовица и Мркша су више пута нудили да Валону и њихову кнежевину предају Млечанима, али су они одбијали или су одуговлачили. Након Мркшине смрти 1414. године, накратко га је наследила његова удовица Руђина, све док Османлије нису заузеле град 1417. године.

## Владари Валонске кнежевине
- 1346–1363 - Јован Комнин Асен
- 1363–1372 - Александар Комнин Асен
- 1372–1385 - Балша II
- 1385–1396 - Комнина Асен
- 1396–1414 - Руђина Жарковић
- 1414–1417 - Мркша Жарковић